# Josep Amich i Bert
Josep Amich i Bert, conegut artísticament com a Amichatis (Lleida 19 de març de 1888 - Madrid, 5 de maig de 1965) va ser un autor dramàtic, adaptador, realitzador de cinema i periodista català.

## Biografia
Fill d'un empleat de ferrocarril, obligat pels destins del seu pare, passà la joventut d'un cantó a un altre d'Espanya, cursant els primers estudis a Pamplona, Àvila, Oviedo, Monforte de Lemos i Manresa. També estudià en l'Acadèmia Politècnica de Bilbao i en l'Institut de Barcelona, on aconseguí el títol de batxiller. Estudià Medicina en aquesta capital, amb història acadèmica de matrícules d'honor, hagué d'abandonar la carrera per haver escrit en la revista Papitu uns esborranys dels professors amb el títol d'Apunts de classe.

## Obra
Dedicat al periodisme, els seus articles en El intransigente el forçaren a fugir a París, on fou redactor de Mundial, sota la direcció de Rubén Darío. Fou fundador, amb el periodista Santiago Vinardell, de El Dia Gráfico, de Barcelona, i redactor de Las Noticias, El Progreso, El intransigente, Los Miserables, La Actualidad, Mediterraneo, Rialles i Papitu, etc. Es donà conèixer com a novel·lista amb El pequeño Nerón en la revista Los Contemporáneos. Fou col·laborador de L'Esquella de la Torratxa i creador del teatre popular català al Paral·lel de Barcelona; amb la companyia de Josep Santpere i estrenà més de 100 obres en deu anys, entre obres originals i traduccions.
Hi figuren entre d'altres, Baixant de la Font del Gat, La Marieta de l'ull viu, La Borda, Amalia, Los arlequines de seda i oro, etc. representades centenars de vegades en els teatres de la popular barriada barcelonesa. Col·laborà amb Ferran Bayès en els grans espectacles del Teatre Principal i fou l'iniciador amb Sugranyes de les revistes del Teatre Còmic. Bohemi, desordenat, liberal, no va pertànyer mai a cap agrupació política ni literària, fugint sempre de penyes i partits.
Va escriure Els pecats de joventut per a la col·lecció La Novel·la D'ara l'any 1923.
El 1939, quan la seva estrella ja s'apagava, s'exilià a Xile, país en el qual va viure durant molts anys. De retorn a Espanya fixà la residència a Madrid i allí i morí després que la seva obra, així com el seu nom, havia estat oblidada amb la mateixa rapidesa amb què conegué la popularitat quaranta anys abans.

## Obra dramàtica
- 1918. Les dones de tothom.
- 1919. Amàlia, la novel·la d'una cambrera de cafè, tragicomèdia barcelonina de la vida de la gent del vici, dividida en tres actes i quatre quadres. Estrenada al Teatre Nou de Barcelona, el 19 d'abril de 1919.
- 1921. La mare del torero, quadre dramàtic. Estrenat al Gran Teatre Espanyol, el 14 de juny de 1921.
- 1922. Baixant de la Font del Gat o la Marieta de l'ull viu, tragicomèdia popular catalana en tres actes i un epíleg. En col·laboració de Gastó A. Màntua. Estrenada al Gran Teatre Espanyol, el 15 d'abril de 1922.
- 1924. La campana de Gràcia o el fill de la Marieta, tragicomèdia en quatre actes, dividits en set quadres. En col·laboració amb Gastó A. Màntua. Estrenada al Gran Teatre Espanyol de Barcelona, el 7 de juny de 1924.
- 1924. El lladre de nines, esbós còmic sentimental en tres quadres. En col·laboració de Gastó A. Màntua. Estrenat al Gran Teatre Espanyol, el 3 de juliol de 1924.
- 1929. La vida d'un del públic explicada per ell mateix, paraules de teatre en tres discursos, un diàleg i tres estones d'exteriors i interiors. Estrenada al Teatre Talia de Barcelona, el dia 10 de maig de 1929.

## Cinema
- 1919. Los arlequines de seda i oro.
- 1927. La Marieta de l'ull viu o Baixant de la Font del Gat.
- 1928. La noia del càntir.

## Traduccions
- 1921. Bonice Charance. La "trata" de blanques, drama realista en un pròleg i tres actes, dividits en set quadres, de la vida del vici parisenc. Estrenada al Gran Teatre Espanyol, el 7 de maig de 1921.
- Louis Verneuil. La senyoreta mamà, comèdia vodevilesca en tres actes.
- Émile Fabre. La carrera de ministre, drama en quatre actes. Estrenat l'any 1918. Publicat per la col·lecció La Novel·la Teatral Catalana l'any 1919.